# Semysmauchenius
Semysmauchenius là một chi nhện trong họ Mecysmaucheniidae.